# Діоптр

Діоптр

Діо́птр (грец. διόπτρα, діоптра, від слів δια — «через» і όπτεύω — «бачу, оглядаю») — класичний астрономічний і геодезичний прилад, відомий починаючи з III століття до нашої ери. Цим пристроєм є можливим вимірювати кути між об'єктами. 

## Будова
Діоптр мав у своїй конструкції візирну трубку або, дві прикріплені до протилежних сторін алідади пластини, в одній з яких є невеликий отвір, або щілина, а в протилежній в значно більшому отворі закріплювалася мушка або тонка волосина. Алідаду слід повертати таким чином, щоб малий отвір, приціл і предмет знаходилися на одній лінії.

## Використання
Грецькі астрономи використовували діоптр для вимірювання положення зірок; а такі філософи, як Евклід і Гемін зверталися до діоптра у своїх астрономічних працях. З приходом часів Птолемея (2 століття н. е.), він став застарілим як астрономічний інструмент, бо замість нього стали використовувати армілярну сферу.
Він продовжує використовуватись сьогодні як ефективний геодезичний прилад. Адаптований для зйомки, діоптр дуже схожий на теодоліт, або землемір, який з'явився в 16-му столітті. Це більш точна версія давньоримського інструмента грома.
Діоптр був інструментом достатньо універсальним, для того щоб збудувати тунель через дві протилежні сторони гори. Існує припущення, що цей пристрій, можливо, був використаний для створення Самоського тунелю, що названий одним з найбільших інженерних досягнень давніх часів. Це тунель довжиною в 1036 метрів проритий через Гору Кастро на грецькому острові Самос, в 6 столітті до н. е. під час правління Полікрата. Учені розходяться в думках, чи існував діоптр так давно.
Також, діоптр використовують військові, як засіб візуального прицілювання зброї.